# 中华人民共和国油页岩
油页岩是中国一种重要的非常规石油资源。中国已探明的页岩油储量为7200亿吨，分布在47个油页岩盆地的80个矿床里，相当于480亿吨页岩油。 据專家估算，中国未探明的储量十分可觀，實際储量十分可能会超过美国的储量。
中国的油页岩工业早在1920年代就已建立。1960年代后，中国页岩油产量开始下降，这种状况直到2008年才逆转。中国有多家公司从事 页岩油抽提或发电。2005年，中国成为世界最大的页岩油生产国。2011年，中国的页岩油产量约为650,000吨。中国的绝大多数生产装置为抚顺型干馏炉。
2006年末，抚顺矿业集团下属的页岩炼油厂成为世界最大的页岩炼油厂。中国页岩油主要研究机构是中国石油大学。

## 储量
2004至2006年，中国进行全国油页岩普查。根据这次普查数据，中国页岩油储量估计为7200亿吨，分布在47个油页岩盆地的 80个矿床里，相当于480亿吨页岩油。 探明储量约为360亿吨。
| 地点     | 地质资源量（十亿吨） | 出油率（费歇尔分析法） |
| -------- | -------------------- | ---------------------- |
| 辽宁抚顺 | 3.6                  | 6.5%                   |
| 广东茂名 | 4.1                  | 7%                     |
| 吉林桦甸 | 0.3                  | 10%                    |
| 山东龙口 | 0.1                  | 14%                    |
| 吉林农安 | 16                   | 4.5%                   |

中国具有商业开采价值的油页岩主要产地为辽宁抚顺、广东茂名、吉林桦甸和农安，以及山东龙口。龙口矿的含油率最高，约14%。
抚顺油页岩矿和煤矿形成于始新世。煤和油页岩位于中生代 和第三纪沉积岩和喷出岩的一个小的外露层，其下为前寒武纪花岗质片麻岩。油页岩层的厚度范围为48（157英尺）到 190（620英尺），平均厚度为80（260英尺）。抚顺油页岩为湖相成因，位于计军屯组，其下为含煤的古城子组，其上为西露天组绿泥岩。
茂名油页岩矿形成于第三纪，50（31英里）长， 10（6.2英里） 宽， 20（66英尺） 到 25（82英尺） 厚。矿石为黄棕色，容积密度约为1.85。各组分含量，灰为72.1%，水分为10.8%，硫为1.2%，矿的热值为1,745 kcal/kg （干基）。茂名油页岩不适合地上干馏，但可以通过流化床燃烧法用于发电。
中国西北的准噶尔-吐鲁番-哈密盆地的油页岩矿形成于上二叠纪，为湖相成因。据威斯康星大学麦迪逊分校阿兰·卡罗尔教授估算，储量与美国犹他盆地绿河组油页岩矿相当。

## 历史
中国油页岩开采开始于1926年的日占区。1930年，抚顺建成抚顺式干馏炉并投产，开始了页岩油的商业生产。 二战后，页岩油生产中止。1949年，中华人民共和国成立后，100座抚顺式油页岩干馏炉和配套装置恢复运转。 1950年，总计266座干馏炉在运转，每座干馏炉每天生产 100–200吨页岩油。
1959年，中国页岩油年产量达到780,000吨，为历史最高。生产的页岩油经过酸洗和碱洗和氢化处理，用于生产轻液体燃料。1961年，中国的页岩油产量占世界总产量的三分之一。1963年，广东茂名油页岩干馏厂建成，装备了64座干馏炉。
1965年以后，抚顺油页岩用量开始下降。1960年代，大庆油田发现后，页岩油产量开始降低，页岩油重要生产商中国石化在1990年代初关闭了自己的油页岩处理装置。1988年，抚顺矿业集团下属的抚顺页岩炼油厂成立，并于1991年投产。2005年，中国成为世界最大的页岩油生产国。

## 企业
中国重要的油页岩企业是抚顺矿业集团。另有多家煤炭和石油公司扩大了在油页岩抽提方面的生产能力。2011年，中国有7家页岩干馏厂，每年生产页岩油 650,000吨。这些企业位于抚顺、桦甸、吉林汪清县、辽宁 北票、龙口和黑龙江省东宁县。中国绝大多数油页岩企业采用抚顺式干馏炉或改装的抚顺式干馏炉。

### 抚顺矿业集团
抚顺矿业集团拥有36亿吨高品质油页岩地质储量，可开采储量为9.2亿吨，分为东西两个露天矿井，储量分别为7.6亿吨和1.6亿吨。生产活动在西矿井进行，东矿井尚未开采。油页岩是开采煤矿的副产品。2006年，抚顺矿业集团生产了24万吨页岩油，2008年产量为35万吨。
该公司拥有世界最大的油页岩干馏厂。2011年，该公司下属的两个油页岩干馏厂分别拥有120和100个干馏炉，年产页岩油约35万吨。另外，该公司还建有ATP装置，用于处理抚顺式炉无法处理的小颗粒油页岩。ATP装置每小时处理250吨油页岩，由加拿大UMATAC工业工艺公司提供和设计建造。
抚顺的页岩油生产成本为每桶18.46美元（每吨1,500元），其中采矿成本为 0.184美元，运输成本4.25美元，干馏成本13.84美元。抚顺页岩油以燃料油出售，其余的干馏炉气热值较低，用于输出蒸汽和动力的内燃机。废油页岩和页岩灰用于生产水泥，水泥年产量为30万吨，另外每年生产2.4亿块砖。

### 中国石油
2006年，中国最大的油企中国石油建立了一个新能源部门，这个部门负责油页岩开发。2008年8月，中石油下属的大庆石油公司在黑龙江省牡丹江市开建一座页岩油炼厂，该工厂设计年油页岩处理量为120万吨，产出页岩油10万吨。

### 茂名
中石化子公司茂名石化公司在1960年代至1990年代期间负责开发茂名油页岩工业，茂名石化公司建有64座抚顺式干馏炉和48座气燃式干馏炉，页岩油最高年产量为 18万吨。1990年代，茂名页岩油工业停产。2004年，广东省政府规划近期运用流化床锅炉技术进行油页岩发电。  2008年，一座循环流化床锅炉建成。广东电力公司规划发电量为1,200兆瓦。

### 龙口矿业集团
山东能源集团子公司龙口矿业集团开采的煤矿副产品有油页岩 龙口矿业的页岩油厂装备有40座抚顺式干馏炉，年产页岩油12万吨，规划满负荷年产能为20万吨。该公司还规划上马Enefit-280工艺装置。另外，龙口矿业规划以页岩焦和小颗粒油页岩混合物为流化床燃料用于发电，以页岩灰为原料生产建筑材料。

### 吉林省能源交通总公司
1996年，中国电力投资集团子公司吉林省能源交通总公司运营中国第一座油页岩热电厂，包括三个循环流化床装置，装机容量12兆瓦。2005年，吉林省能源交通总公司与吉林市政府合作，提出桦甸油页岩综合利用项目。该项目包括建设一座年产20万吨页岩油的页岩油厂，两座装机容量为50兆瓦的流化床燃烧装置，一座年产量120吨废页岩和页岩灰基水泥等建筑材料的工厂。 吉林桦甸的页岩油厂将采用佩特罗瑟克斯工艺。

### 荷兰皇家壳牌
壳牌公司与吉林光正矿业开发有限公司成立合资公司吉林壳牌油页岩开发有限公司，开发吉林省油页岩资源。壳牌拥有61％的股份，吉林光正拥有39％的股份。吉林壳牌油页岩公司计划采用壳牌专有的油页岩地下转化技术。

### 汪清县龙腾能源开发有限公司
私营公司汪清县龙腾能源开发有限公司在吉林省汪清县运营一座页岩油厂。该厂装备40座抚顺式干馏炉，年产 5万吨页岩油。2009年，龙腾能源开始运营一座油页岩发电厂，装备有两座循环流化床，装机容量6兆瓦。

### 其他公司
辽宁北票煤业公司运营一座装备有60座抚顺式干馏炉，并计划扩大产能。窑街煤电集团与三江煤化工公司合作，于2010年7月在甘肃兰州开办一座页岩油厂，该厂装备8座方形气燃式干馏炉。 中煤能源子公司龙华哈尔滨煤化工公司正在筹备在黑龙江省依兰县建设一座日产量1,000吨的页岩油厂，该厂将采用结合硫化床干馏炉的热循环固体工艺。双鸭山煤业集团公司也计划上马同样的页岩油厂。
吉林有5家采用抚顺式干馏炉的私营公司每年生产约30,000吨页岩油。 辽宁成大公司在吉林桦甸运营12座改装的抚顺式干馏炉，并且在新疆吉木萨尔县正在建设24座改装的抚顺式干馏炉。其他可能上马页岩油厂的地方有新疆乌鲁木齐、甘肃永登县、海南省儋州市长坡。

## 科研
中国油页岩主要研究机构是北京的中国石油大学。该大学的应用化学系是开展油页岩研究的重要机构，其专家承担油页岩评估、咨询和评审国内外油页岩开发项目的预可行性研究和可行性研究报告。